# Горбачёвка (Гомельская область)
Горбачёвка (бел. Гарбачоўка) — деревня в Краснобережском сельсовете Жлобинского района Гомельской области Белоруссии.

## География

### Расположение
В 24 км на северо-запад от Жлобина, 2 км от железнодорожной станции Красный Берег (на линии Бобруйск — Жлобин), 117 км от Гомеля.

## Гидрография
На западной окраине река Добосна (приток реки Днепр). На севере и востоке мелиоративные каналы.

## Транспортная сеть
Транспортные связи по просёлочной, а затем автомобильной дороге Бобруйск — Гомель. Планировка состоит из прямолинейной улицы, ориентированной с юго-востока на северо-запад, к которой северо-востока присоединяется короткая прямолинейная улица. На севере небольшой обособленный участок застройки. Жилые дома деревянные, усадебного типа.

## История
Обнаруженные археологами городище (в 0,15 км на восток от деревни), курганные могильники (3 и 7 насыпей в городище и восточной окраине) свидетельствуют о заселении этих мест с давних времён. По письменным источникам известна с XIX века как Горбачёвская Слободка в Луковской волости Рогачёвского уезда Могилёвской губернии. С 1880 года действовал хлебозапасный магазин.
В 1932 году организован колхоз. 36 жителей погибли на фронтах Великой Отечественной войны. Согласно переписи 1959 года в составе хозяйства Краснобережского аграрного колледжа (центр — деревня Красный Берег).

## Население

### Численность
- 2004 год — 39 хозяйств, 75 жителей.

### Динамика
- 1897 год — деревня — 44 двора, 264 жителя; фольварк — 1 двор, 10 жителей (согласно переписи).
- 1959 год — 333 жителя (согласно переписи).
- 2004 год — 39 хозяйств, 75 жителей.